# Pazaryeri
Pazaryeri là một huyện thuộc tỉnh Bilecik, Thổ Nhĩ Kỳ. Huyện có diện tích 326 km² và dân số thời điểm năm 2007 là 12283 người, mật độ 38 người/km².